# Wiesbaden Tennis Open 2014
Il Wiesbaden Tennis Open 2014 è stato un torneo di tennis facente parte della categoria ITF Women's Circuit nell'ambito dell'ITF Women's Circuit 2014. Il torneo si è giocato a Wiesbaden in Germania dal 28 aprile al 2 maggio 2014 su campi in terra rossa e aveva un montepremi di $25,000.

## Vincitrici

### Singolare
Ekaterina Aleksandrova ha battuto in finale  Tamira Paszek con il punteggio di 7–6(7–4), 4–6, 6–3

### Doppio
Viktorija Golubic /  Diāna Marcinkēviča hanno battuto in finale  Julia Glushko /  Mandy Minella con il punteggio di 6–4, 6–3